# Bushido (rappeur)
Pour les articles homonymes, voir Bushido (homonymie).
Bushido, de son vrai nom Anis Mohamed Youssef Ferchichi, est un rappeur germano-tunisien, né le 28 septembre 1978 à Bonn. Il habite à Berlin et son style musical s'inspire du gangsta rap américain.
Il est un ancien membre du label Aggro Berlin jusqu'en 2004, puis forme son propre label, Ersguterjunge, avec Eko Fresh, Chakuza, D-Bo, etc. Le pseudonyme « Bushido » viendrait du mot japonais qui signifie « la voie du guerrier » (voir bushido). En 2010, Bushido compte plus de trois millions d'albums vendus, et devient ainsi le rappeur allemand ayant eu le plus gros succès en Allemagne.

## Biographie

### Jeunesse
Bushido est élevé seul par sa mère de nationalité allemande à Berlin-Tempelhof, Luise Maria Engel (née en 1949/1950 ; morte le 6 avril 2013). À la suite de la séparation de ses parents dans sa tendre enfance, il n'eut aucun contact avec son père tunisien jusqu'à l'âge de 26 ans. Après l'école primaire, il fréquente deux lycées de Tempelhof (quartier de Berlin-Ouest) qu'il quitte deux ans avant le baccalauréat. À cause de certaines infractions, dont possession de drogues et dégradation du matériel, il comparut devant le tribunal qui lui donna le choix de suivre une formation en tant que peintre vernisseur ou d'être incarcéré dans une prison pour mineurs. Ayant choisi la première possibilité, c'est dans le cadre de cet apprentissage qu’il fit connaissance du jeune rappeur Fler et qu'il fit la connaissance de son futur en solo. Grâce à ce titre, il se fait remarquer et fera plus tard partie du label Aggro Berlin, où il rencontrera entre autres Sido, B-Tight et Fler.
Il quitte le label Aggro Berlin en 2004 pour signer un contrat avec la branche urbaine d'Universal Music. En octobre 2004, Bushido sort son troisième album qu'il intitule Electro Ghetto. En hiver 2004-2005, il joue un rôle central dans un conflit avec le rappeur Eko Fresh et a également fait la chanson Flerräter contre son ancien collègue de chez Aggro Berlin, Fler.

### Débuts (1999–2003)
En 1999, il commence sa carrière musicale comme rappeur. En 2001, il sort son premier album : King of Kingz, ce qui l'amène à signer avec un nouveau label : Aggro Berlin, où il travaille avec Sido, B-Tight et Fler. L'album est publié comme version numérique révisée en 2003 et en 2004 à nouveau, sous le titre King of Kingz, avec quatre remixes.
En 2002, il sort l'album Carlo, Cokxxx, Nutten sous son pseudonyme de Sonny Black (une référence au mafieux italo-américain Dominic Napolitano, surnommé Sonny Black et interprété par Michael Madsen dans le film Donnie Brasco). Il s'agit d'un album collaboratif avec son comparse berlinois Fler qui prend lui le nom de Frank White, le mafieux héros de fiction du film The King of New York, et déjà utilisé comme pseudonyme par The Notorious B.I.G.
En 2003, il publie son premier album solo, Vom Bordstein bis zur Skyline, avec Ilan, qui contient notamment le single Bei Nacht,. Ce fut un énorme succès pour ce qui était encore essentiellement une sortie de métro. La chanson Berlin contient une phrase considérée par la presse spécialisée comme homophobe. « Berlin wird wieder hart, denn wir verkloppen jede Schwuchtel (Berlin va de nouveau refaire sa loi, parce qu'on va tabasser chaque pédales) »

### DeElectro GhettoàStaatsfeind Nr. 1(2004–2005)

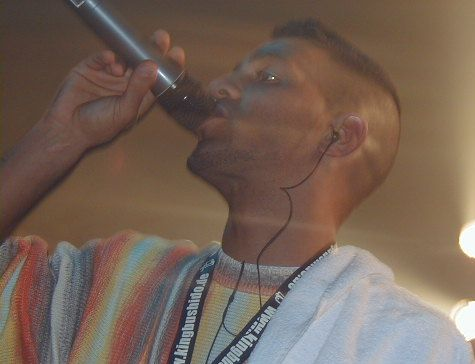
Bushido en 2005.

Durant l'été 2004, en raison de différences artistiques au sujet de sa future carrière solo, il quitte son label Aggro Berlin et signé chez Urban / Universal. En collaboration avec DJ Ilan, il produit un remix de la chanson du groupe de metal Rammstein, Amerika. Le 25 octobre 2004, il publie son deuxième album Electro Ghetto, qui atteint la sixième place dans les classements allemands. Trois singles sont issus de l'album : Electro Ghetto (DE #31, pendant 9 semaines), Nie wieder (DE #31, pendant 9 semaines) et Hoffnung stirbt zuletzt (DE #29, pendant 8 semaines).
Le 4 avril 2005, il sort son deuxième album collaboratif : Carlo, Cokxxx, Nutten 2, encore une fois via son alter ego Sonny Black. Il l'enregistre avec Baba Saad, en remplacement de Fler.

### Nouveaux albums (2006–2009)

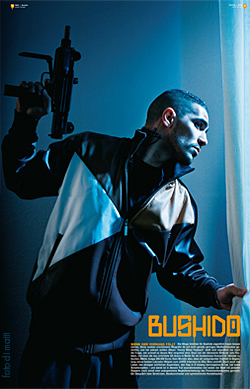
Bushido en août 2008 pour le magazine allemand de hip-hop Juice.

Bushido remporte un Echo comme Meilleur Live Act et un MTV Europe Music Award dans la catégorie « Meilleur artiste allemand » en 2006 et en 2007. Au début de septembre 2006, paraît son album Von der Skyline zum Bordstein zurück (diminutif VdSzBz). Il est certifié disque de platine en Allemagne, avec plus de 200 000 exemplaires, et disque d'or en Autriche, avec plus de 10 000 exemplaires. Les singles sont les suivants : Von der Skyline zum Bordstein zurück (sorti le 18 août), Sonnenbank Flavour (sorti en 2007), il a remporté un autre prix Echo du meilleur artiste de hip-hop et rap. Ses albums ont gagné le statut de platine en Allemagne, faisant de lui le rappeur le plus réussi dans son pays natal.
L'album 7 est publié le 31 août 2007 en pré-vente de 100 000 exemplaires en Allemagne avant sa sortie, et est certifié disque d'or.
Bushido sort sa biographie homonyme, Bushido, le 8 septembre 2008, qui atteint la première place de la liste Spiegel des bestsellers. Elle est suivie par son huitième album Heavy Metal Payback, publié le 10 octobre, vendu à plus de 100 000 exemplaires en Allemagne, et certifié disque d'or en Allemagne et en Autriche. Les singles sont Ching Ching, Für immer jung et Kennst du die Stars. Le clip du single Für immer jung cause la polémique lorsque la chaîne MTV décide de ne plus le diffuser après deux jours de rotation.
Le label Aggro Berlin ferme le 1er avril 2009, après le départ de Fler. Bushido tendu alors la main à son ancien partenaire, afin de mettre fin à leur rivalité. L'amitié retrouvée aboutit à un nouvel album, qui se veut la suite du premier, et qui s'intitule Carlo, Cokxxx, Nutten 2. Cet album a été enregistré avec Baba Saad, et fut entièrement produit par Bushido, la plupart des beats étant d'abord prévus pour la trame sonore de son film à venir Sich ändern Zeiten. L'album sorti le 11 septembre, avec le single Eine Chance / Zu Gangsta et la vidéo de la promotion libéré le 27 octobre) et "Janine" (qui a publié le 9 février).

### Premier film (2010–2011)
Le 2 février 2010 sort le film autobiographique de Bushido, Zeiten Ändern Dich, réalisé par Uli Edel, produit par Bernd Eichinger et sorti dans les salles allemandes le 4 février 2010. 80 000 personnes sont allées le voir à sa journée de sortie. Bushido joue le rôle principal. Le DVD, lui, sort le 15 juillet. Zeiten ändern dich est l'adaptation cinématographique de son autobiographie qui a été publié comme livre et livre audio en 2008. L'album homonyme sort par la suite et est certifié disque d'or en Allemagne, avec plus de 100 000 exemplaires.
Kenneth Allein Zu Haus, le premier album solo de Kay One, sort le 7 mai 2010 en Allemagne. Ce dernier rend hommage et remercie Bushido dans la chanson du même nom. L'album atteint la 7e place des charts allemands. Le 11 juin 2010, sort le premier album de Fler sur le label de Bushido, Ersguterjunge (correction, il s'appelle Flersguterjunge, dans cet album il y a un titre du même nom ou Fler pose en featuring avec Bushido, il y même 4 feat Fler/Bushido). Il s'agira aussi pour Fler de sortir son 5e album solo. Le 28 octobre 2010 sort un nouvel album sous le label de Bushido, Berlins Most Wanted (BMW). Bushido, Fler et Kay One s'associent pour enregistrer cet album.
Bushido se fait une place dans le rap français, en invitant Booba sur son album Jenseits von Gut und Böse (2011). On[Qui ?] pouvait déjà voir son attention pour le rap français sur sa reprise du single Electro Ghetto, où il porte un tshirt Lunatic (ancien groupe emblématique où figurait Booba et Ali).

### AMYFetStress ohne Grund(2012–2013)
Le 14 juin 2012, Bushido annonce dans une interview avec le journal Bild fonder un parti politique visant ainsi la place de maire de Berlin.
Bushido annonce son onzième album, AMYF sur Facebook, disponible en pré-commande sur Amazon. Par la suite, la liste des titres et la version iTunes sont publiées. Une première bande-annonce est publiée en août 2012, sur YouTube. Bushido confirme que la version deluxe contiendra un DVD qui fera participer Sido, Eko Fresh, Julian Williams (aka J-Luv), et MoTrip. Le 12 octobre sort AMYF, qui atteint la première place en Allemagne et en Suisse.
Le second single Theorie und Praxis (featuring Joka) est publié le 9 novembre 2012, mais n"atteint aucun classement. Le troisième et dernier single de l'album, Panamera Flow (featuring Shindy), est publié le 15 mars 2013, et atteint la 51e place en Allemagne et en Autriche.
Le 12 juillet 2013 sort le premier single de Shindy, Stress ohne Grund, qui fait participer Bushido, sur l'album NWA. Après publication, le single cause la polémique chez les médias et politiciens. Dans la chanson, Bushido attaque verbalement les élus Serkan Tören, Claudia Roth et Klaus Wowereit. Tören et Wowereit portent plainte contre Bushido. L'administration de Berlin porte également plainte pour discours de haine et incitation à la haine. L'organisation allemande Bundesprüfstelle für jugendgefährdende Medien confirme la sortie de NWA pour le 5 septembre 2013. Ses paroles dans la chanson étaient en réalité une réponse aux insultes auparavant proférées par Claudia Roth et Serkan Tören à son égard,.

### Depuis 2014
Bushido vit à Berlin-Lichterfelde depuis mai 2013. Depuis mai 2012, il est l'époux d'Anna-Maria Ferchichi, la sœur de Sarah Connor,. Les deux sont compagnons depuis 2011. En juillet 2012, ils mettent au monde leur fille aînée. Anna-Maria Ferchichi met ensuite au monde un petit garçon.
En 2014, il publie son nouvel album solo, Sonny Black, certifié disque d'or en Allemagne avec plus de 100 000 exemplaires) et en Suisse avec plus de 7 500 exemplaires).

## Polémiques
Bushido attire l'attention et la critique en Allemagne. Il est souvent critiqué dans les médias pour ses paroles sexistes, racistes et homophobes.
Il a eu beaucoup d'ennuis avec la justice à la suite d'un incident lors d'une fête à Linz, en Autriche le 30 juillet 2005 : lui et ses deux gardes du corps auraient eu une altercation avec un jeune homme, qui aurait abimé les pneus de sa voiture, lui causant de grave blessures à la tête. Le rappeur a passé 15 jours en prison avant d'être libéré en échange d'une caution de 100 000 €. Pour finir, il a donné 20 000 € aux tribunaux autrichiens et 1 000 € à la victime.
C'est durant cette période qu'il est devenu de notoriété publique qu'il serait marié depuis plusieurs années, lorsque le juge l'a interrogé sur le sujet. Le rappeur a ensuite nié ce fait.
Il est également vivement critiqué en Allemagne pour avoir tenus des propos déplacés vis-à-vis des attentats survenus le 13 novembre 2015 à Paris,.

## Discographie

### Albums studio
- 2001 : King of KingZz
- 2003 : Vom Bordstein bis zur Skyline
- 2004 : Electro Ghetto
- 2005 : Carlo Cokxxx Nutten II (Bushido produit: Sonny Black & Baba Saad)
- 2005 : Staatsfeind Nr. 1
- 2006 : Von der Skyline zum Bordstein zurück
- 2007 : 7
- 2008 : Heavy Metal Payback
- 2010 : Zeiten ändern dich
- 2011 : Jenseits von Gut und Böse
- 2012 : AMYF
- 2014 : Sonny Black
- 2015 : Carlo Cokxxx Nutten 3
- 2018 : Mythos
- 2021 : Sonny Black 2

### Autres
- 1998 : 030
- 1999 : Demotape
- 2002 : Carlo, Cokxxx, Nutten (en tant que Sonny Black avec Fler aka Frank White)
- 2003 : Demotape 1999
- 2003 : Vom Bordstein bis zur Skyline
- 2004 : Electro Ghetto
- 2005 : Carlo Cokxxx Nutten 2 (en tant que Sonny Black avec Saad)
- 2006 : Bushido präsentiert : ersguterjunge Sampler Vol. 1 - Nemesis
- 2006 : Deutschland, gib mir ein Mic!
- 2007 : Das Beste
- 2007 : Bushido präsentiert : ersguterjunge Sampler Vol. 3 - alles gute kommt von unten
- 2008 : 7 Live
- 2008 : Ching ching (single)
- 2009 : Heavy Metal Payback Live
- 2009 : Carlo, Cokxxx, Nutten II (en tant que Sonny Black avec Fler aka Frank White)
- 2010 : Berlins Most Wanted (avec Fler et Kay One)
- 2011 : 23 (avec Sido)
- 2017 Black Friday